# Cantó de Sant Dier d'Auvèrnha
El cantó de Sant Dier d'Auvèrnha és un cantó francès del departament del Puèi Domat, situat al districte de Clarmont d'Alvèrnia. Té 9 municipis i el cap és Sant Dier d'Auvèrnha.

## Municipis
- Ceilloux
- Domaize
- Estandeuil
- Fayet-le-Château
- Saint-Dier-d'Auvergne
- Saint-Flour
- Saint-Jean-des-Ollières
- Tours-sur-Meymont
- Trézioux

## Història
| Data d'elecció                           | Identitat         | Partit        | Qualitat |
| ---------------------------------------- | ----------------- | ------------- | -------- |
| 1958-1964                                | M. Sauron         | SFIO          |          |
| 1964-1982                                | Alphonse Cistel   | PCF           |          |
| 1982-198.                                | François Jothy    | PCF           |          |
| 198.-2008                                | Robert Chabrol    | UDF- UMP      |          |
| 2008-                                    | Gérard Cartailler | Divers gauche |          |
| les dades anteriors no són pas conegudes |                   |               |          |
|                                          |                   |               |          |

## Demografia
| 1962  | 1968  | 1975  | 1982  | 1990  | 1999  | 2007  |
| ----- | ----- | ----- | ----- | ----- | ----- | ----- |
| 3.208 | 3.486 | 3.002 | 2.781 | 2.755 | 2.998 | 3.238 |